# ديبورا نونيز
ديبورا نونيز (بالبرتغالية: Deborah Hannah‏) مواليد 14 مارس 1993 في ريسيفي، هي لاعبة كرة يد برازيلية. مثلت منتخب البرازيل لكرة اليد للسيدات. حققت المركز الأول في بطولة العالم لكرة اليد للسيدات 2013.

## الميداليات
| الميدالية | المسابقة                              |
| --------- | ------------------------------------- |
| ذهبية     | بطولة العالم لكرة اليد للسيدات 2013   |
| برونزية   | الألعاب الأولمبية الصيفية للشباب 2010 |

## روابط خارجية
- ديبورا نونيز على موقع الاتحاد الأوروبي لكرة اليد (الإنجليزية)
- ديبورا نونيز على موقع أوليمبيديا (الإنجليزية)